# طواف بحيرة تشينغهاي 2023
طواف بحيرة تشينغهاي 2023 هو سباق دراجات هوائية من فئة  سباق المرحلة، وهو الموسم الثاني والعشرين من طواف بحيرة تشينغهاي، وأقيم خلال الفترة من 9 يوليو 2023، وحتى 16 يوليو 2023.
فاز بالمركز الأول وفي ترتيب النقاط هنوك مولوبرهان ‏، وفاز بالمركز الثاني Eric Fagúndez ‏، وفاز بالمركز الثالث دافيد بالداكيني ‏، وفاز في ترتيب الفرق 2023 Green Project-Bardiani CSF-Faizanè ‏، وفاز في تصنيف الجبال Alessio Nieri ‏.

## الفرق
| فرق برو (5)- بولتون إكوتيز بلاك سبوك برو سايكلنج 2023 ‏ - برجس بي إتش 2023 ‏ - أوسكالتيل أوسكادي 2023 ‏ - Green Project-Bardiani CSF-Faizanè - Team Solution Tech–Vini Fantini ‏ فرق قارية (14)- Roadbike Philippines ‏ - Parkhotel Valkenburg CT ‏ - Bodywrap LTwoo Cycling Team ‏ - China Glory–Mentech Continental Cycling Team ‏ - Li-Ning Star Cycling Team ‏ - ميديلين ‏ - Nusantara Cycling Team‏ - Shandong Green Orange Continental Team‏ - Shenzhen Xidesheng Cycling Team ‏ - St George Continental Cycling Team ‏ - سوبرانو هام ايزوريكس 2023 ‏ - تيم كووب ‏ - The Hurricane & Thunder Cycling Team ‏ - Tianyoude Hotel Cycling Team ‏ فرق وطنية (3)- منتخب الصين الوطني لسباق الدراجات على الطريق للرجال‏ - منتخب منغوليا لركوب الدراجات للرجال‏ - منتخب تايلاند الوطني لسباق الدراجات على الطريق للرجال‏ |  |
| |  |

## المراحل
| قائمة المراحل | قائمة المراحل | قائمة المراحل                                  | قائمة المراحل | قائمة المراحل | قائمة المراحل | قائمة المراحل        | قائمة المراحل   |
| المرحلة       | التاريخ       | الدورة                                         |               | المسافة (كم)  | الارتفاع      | الفائز بالمرحلة      | القائد العام    |
| ------------- | ------------- | ---------------------------------------------- | ------------- | ------------- | ------------- | -------------------- | --------------- |
| المرحلة 1     | 9 يوليو       | شينينغ – شينينغ                                | مرحلة مستوية  | 108٫8         | 455 م         | تيموثي دوبونت        | تيموثي دوبونت   |
| المرحلة 2     | 10 يوليو      | Duoba Town ‏ – Guide County ‏                    | مرحلة جبلية   | 132٫35        | 1٬888 م       | Nils Sinschek ‏       | Nils Sinschek ‏  |
| المرحلة 3     | 11 يوليو      | Guide County ‏ – Huzhu Tu Autonomous County ‏    | مرحلة جبلية   | 201٫12        | 3٬761 م       | دافيد بالداكيني ‏     | Wilmar Paredes ‏ |
| المرحلة 4     | 12 يوليو      | Huzhu Tu Autonomous County ‏ – مٍیُوًا خُوِذُو ذِجِشِیًا ‏ | مرحلة التلال  | 188٫69        | 2٬541 م       | Frank van den Broek ‏ | Wilmar Paredes ‏ |
| المرحلة 5     | 13 يوليو      | مٍیُوًا خُوِذُو ذِجِشِیًا ‏ – Qilian County ‏              | مرحلة مستوية  | 170           | 1٬374 م       | Enrico Zanoncello ‏   | Wilmar Paredes ‏ |
| المرحلة 6     | 14 يوليو      | Qilian County ‏ – Xihai ‏                        | مرحلة التلال  | 205٫95        | 2٬602 م       | أتيليو فيفياني ‏      | Wilmar Paredes ‏ |
| المرحلة 7     | 15 يوليو      | Xihai ‏ – Gonghe County ‏                        | مرحلة التلال  | 127٫25        | 1٬249 م       | هنوك مولوبرهان ‏      | Eric Fagúndez ‏  |
| المرحلة 8     | 16 يوليو      | Gonghe County ‏ – Chaka, Ulan County ‏           | مرحلة مستوية  | 200٫27        | 1٬035 م       | تيموثي دوبونت        | هنوك مولوبرهان ‏ |

## النتيجة

### مرحلة 1
هي مرحلة مستوية، أقيمت في 9 يوليو 2023، وامتدّت لمسافة 108.8 كيلومتر. فاز بالمركز الأول، وتصدر ترتيب النقاط والترتيب العام في نهاية المرحلة تيموثي دوبونت، وتصدر ترتيب الفرق برجس بي إتش 2023 ‏.
| التصنيف العام         | التصنيف العام            | التصنيف العام                                          | التصنيف العام | التصنيف العام |
| العداء                | العداء                   | الفريق                                                 | الوقت         |               |
| --------------------- | ------------------------ | ------------------------------------------------------ | ------------- | ------------- |
| 1                     | تيموثي دوبونت            | سوبرانو هام ايزوريكس ‏                                  | 2 س 15 د 00 ث |               |
| 2                     | Mārtiņš Pluto ‏           | Parkhotel Valkenburg CT ‏                               | + 4 ث         |               |
| 3                     | Nils Sinschek ‏           | Parkhotel Valkenburg CT ‏                               | + 4 ث         |               |
| 4                     | أتيليو فيفياني ‏          | Team Solution Tech–Vini Fantini ‏                       | + 6 ث         |               |
| 5                     | Martijn Rasenberg ‏       | Parkhotel Valkenburg CT ‏                               | + 6 ث         |               |
| 6                     | Roniel Campos ‏           | Li-Ning Star Cycling Team ‏                             | + 7 ث         |               |
| 7                     | داني أوسوريو ‏            | ميديلين ‏                                               | + 8 ث         |               |
| 8                     | Thanakhan Chaiyasombat ‏  | منتخب تايلاند الوطني لسباق الدراجات على الطريق للرجال ‏ | + 9 ث         |               |
| 9                     | Enkhtaivan Bolor-Erdene ‏ | منتخب منغوليا لركوب الدراجات للرجال ‏                   | + 9 ث         |               |
| 10                    | André Drege ‏             | تيم كووب ‏                                              | + 9 ث         |               |
|                       |                          |                                                        |               |               |
| مصدر: ProCyclingStats |                          |                                                        |               |               |

### مرحلة 2
هي مرحلة جبلية، أقيمت في 10 يوليو 2023، وامتدّت لمسافة 132.35 كيلومتر. فاز بالمركز الأول، وتصدر ترتيب النقاط والترتيب العام في نهاية المرحلة Nils Sinschek ‏، وتصدر ترتيب التسلق Wilmar Paredes ‏، وتصدر ترتيب الفرق 2023 Team Coop-Repsol ‏.
| التصنيف العام         | التصنيف العام             | التصنيف العام                                 | التصنيف العام | التصنيف العام |
| العداء                | العداء                    | الفريق                                        | الوقت         |               |
| --------------------- | ------------------------- | --------------------------------------------- | ------------- | ------------- |
| 1                     | Nils Sinschek ‏            | Parkhotel Valkenburg CT ‏                      | 5 س 23 د 12 ث |               |
| 2                     | Anton Stensby ‏            | تيم كووب ‏                                     | + 15 ث        |               |
| 3                     | Wilmar Paredes ‏           | ميديلين ‏                                      | + 21 ث        |               |
| 4                     | Roniel Campos ‏            | Li-Ning Star Cycling Team ‏                    | + 1 د 09 ث    |               |
| 5                     | داني أوسوريو ‏             | ميديلين ‏                                      | + 1 د 10 ث    |               |
| 6                     | هنوك مولوبرهان ‏           | Green Project-Bardiani CSF-Faizanè            | + 1 د 12 ث    |               |
| 7                     | Andoni López de Abetxuko ‏ | أوسكالتيل أوسكادي ‏                            | + 1 د 12 ث    |               |
| 8                     | Enrico Zanoncello ‏        | Green Project-Bardiani CSF-Faizanè            | + 1 د 12 ث    |               |
| 9                     | فيلي سميت                 | China Glory–Mentech Continental Cycling Team ‏ | + 1 د 12 ث    |               |
| 10                    | Logan Currie ‏             | بلاك سبوك برو سايكلنج ‏                        | + 1 د 12 ث    |               |
|                       |                           |                                               |               |               |
| مصدر: ProCyclingStats |                           |                                               |               |               |

### مرحلة 3
هي مرحلة جبلية، أقيمت في 11 يوليو 2023، وامتدّت لمسافة 201.12 كيلومتر. فاز بالمركز الأول دافيد بالداكيني ‏، وتصدر الترتيب العام في نهاية المرحلة Wilmar Paredes ‏، وتصدر ترتيب الفرق 2023 Team Coop-Repsol ‏، وتصدر ترتيب النقاط هنوك مولوبرهان ‏، وتصدر ترتيب التسلق Alessio Nieri ‏.
| التصنيف العام         | التصنيف العام       | التصنيف العام                                 | التصنيف العام  | التصنيف العام |
| العداء                | العداء              | الفريق                                        | الوقت          |               |
| --------------------- | ------------------- | --------------------------------------------- | -------------- | ------------- |
| 1                     | Wilmar Paredes ‏     | ميديلين ‏                                      | 10 س 41 د 34 ث |               |
| 2                     | دافيد بالداكيني ‏    | Team Solution Tech–Vini Fantini ‏              | + 36 ث         |               |
| 3                     | Eric Fagúndez ‏      | برجس بي إتش ‏                                  | + 41 ث         |               |
| 4                     | هنوك مولوبرهان ‏     | Green Project-Bardiani CSF-Faizanè            | + 51 ث         |               |
| 5                     | Logan Currie ‏       | بلاك سبوك برو سايكلنج ‏                        | + 51 ث         |               |
| 6                     | أوسكار سبييا ريبيرا | ميديلين ‏                                      | + 51 ث         |               |
| 7                     | Roniel Campos ‏      | Li-Ning Star Cycling Team ‏                    | + 51 ث         |               |
| 8                     | داني أوسوريو ‏       | ميديلين ‏                                      | + 52 ث         |               |
| 9                     | فيلي سميت           | China Glory–Mentech Continental Cycling Team ‏ | + 54 ث         |               |
| 10                    | Lü Xianjing ‏        | China Glory–Mentech Continental Cycling Team ‏ | + 54 ث         |               |
|                       |                     |                                               |                |               |
| مصدر: ProCyclingStats |                     |                                               |                |               |

### مرحلة 4
هي مرحلة جبلية، أقيمت في 12 يوليو 2023، وامتدّت لمسافة 188.69 كيلومتر. فاز بالمركز الأول Frank van den Broek ‏، وتصدر الترتيب العام في نهاية المرحلة Wilmar Paredes ‏، وتصدر ترتيب التسلق Alessio Nieri ‏، وتصدر ترتيب النقاط هنوك مولوبرهان ‏، وتصدر ترتيب الفرق 2023 Team Coop-Repsol ‏.
| التصنيف العام         | التصنيف العام       | التصنيف العام                                 | التصنيف العام  | التصنيف العام |
| العداء                | العداء              | الفريق                                        | الوقت          |               |
| --------------------- | ------------------- | --------------------------------------------- | -------------- | ------------- |
| 1                     | Wilmar Paredes ‏     | ميديلين ‏                                      | 15 س 25 د 04 ث |               |
| 2                     | دافيد بالداكيني ‏    | Team Solution Tech–Vini Fantini ‏              | + 36 ث         |               |
| 3                     | Eric Fagúndez ‏      | برجس بي إتش ‏                                  | + 41 ث         |               |
| 4                     | هنوك مولوبرهان ‏     | Green Project-Bardiani CSF-Faizanè            | + 50 ث         |               |
| 5                     | Logan Currie ‏       | بلاك سبوك برو سايكلنج ‏                        | + 51 ث         |               |
| 6                     | أوسكار سبييا ريبيرا | ميديلين ‏                                      | + 51 ث         |               |
| 7                     | Roniel Campos ‏      | Li-Ning Star Cycling Team ‏                    | + 51 ث         |               |
| 8                     | Lü Xianjing ‏        | China Glory–Mentech Continental Cycling Team ‏ | + 54 ث         |               |
| 9                     | فيلي سميت           | China Glory–Mentech Continental Cycling Team ‏ | + 54 ث         |               |
| 10                    | Ibai Azurmendi ‏     | أوسكالتيل أوسكادي ‏                            | + 54 ث         |               |
|                       |                     |                                               |                |               |
| مصدر: ProCyclingStats |                     |                                               |                |               |

### مرحلة 5
هي مرحلة مستوية، أقيمت في 13 يوليو 2023، وامتدّت لمسافة 170 كيلومتر. فاز بالمركز الأول Enrico Zanoncello ‏، وتصدر الترتيب العام في نهاية المرحلة Wilmar Paredes ‏، وتصدر ترتيب التسلق Alessio Nieri ‏، وتصدر ترتيب الفرق 2023 Team Coop-Repsol ‏، وتصدر ترتيب النقاط هنوك مولوبرهان ‏.
| التصنيف العام         | التصنيف العام       | التصنيف العام                                 | التصنيف العام  | التصنيف العام |
| العداء                | العداء              | الفريق                                        | الوقت          |               |
| --------------------- | ------------------- | --------------------------------------------- | -------------- | ------------- |
| 1                     | Wilmar Paredes ‏     | ميديلين ‏                                      | 19 س 28 د 10 ث |               |
| 2                     | دافيد بالداكيني ‏    | Team Solution Tech–Vini Fantini ‏              | + 36 ث         |               |
| 3                     | Eric Fagúndez ‏      | برجس بي إتش ‏                                  | + 41 ث         |               |
| 4                     | أوسكار سبييا ريبيرا | ميديلين ‏                                      | + 48 ث         |               |
| 5                     | هنوك مولوبرهان ‏     | Green Project-Bardiani CSF-Faizanè            | + 50 ث         |               |
| 6                     | Logan Currie ‏       | بلاك سبوك برو سايكلنج ‏                        | + 51 ث         |               |
| 7                     | Roniel Campos ‏      | Li-Ning Star Cycling Team ‏                    | + 51 ث         |               |
| 8                     | Joan Bou ‏           | أوسكالتيل أوسكادي ‏                            | + 52 ث         |               |
| 9                     | Lü Xianjing ‏        | China Glory–Mentech Continental Cycling Team ‏ | + 54 ث         |               |
| 10                    | فيلي سميت           | China Glory–Mentech Continental Cycling Team ‏ | + 54 ث         |               |
|                       |                     |                                               |                |               |
| مصدر: ProCyclingStats |                     |                                               |                |               |

### مرحلة 6
هي مرحلة جبلية، أقيمت في 14 يوليو 2023، وامتدّت لمسافة 205.95 كيلومتر. فاز بالمركز الأول أتيليو فيفياني ‏، وتصدر ترتيب التسلق Alessio Nieri ‏، وتصدر ترتيب الفرق 2023 Team Coop-Repsol ‏، وتصدر ترتيب النقاط هنوك مولوبرهان ‏، وتصدر الترتيب العام في نهاية المرحلة Wilmar Paredes ‏.
| التصنيف العام         | التصنيف العام       | التصنيف العام                                 | التصنيف العام  | التصنيف العام |
| العداء                | العداء              | الفريق                                        | الوقت          |               |
| --------------------- | ------------------- | --------------------------------------------- | -------------- | ------------- |
| 1                     | Wilmar Paredes ‏     | ميديلين ‏                                      | 24 س 21 د 44 ث |               |
| 2                     | دافيد بالداكيني ‏    | Team Solution Tech–Vini Fantini ‏              | + 36 ث         |               |
| 3                     | Eric Fagúndez ‏      | برجس بي إتش ‏                                  | + 41 ث         |               |
| 4                     | أوسكار سبييا ريبيرا | ميديلين ‏                                      | + 48 ث         |               |
| 5                     | هنوك مولوبرهان ‏     | Green Project-Bardiani CSF-Faizanè            | + 50 ث         |               |
| 6                     | Logan Currie ‏       | بلاك سبوك برو سايكلنج ‏                        | + 51 ث         |               |
| 7                     | Roniel Campos ‏      | Li-Ning Star Cycling Team ‏                    | + 51 ث         |               |
| 8                     | Joan Bou ‏           | أوسكالتيل أوسكادي ‏                            | + 52 ث         |               |
| 9                     | فيلي سميت           | China Glory–Mentech Continental Cycling Team ‏ | + 54 ث         |               |
| 10                    | Lü Xianjing ‏        | China Glory–Mentech Continental Cycling Team ‏ | + 54 ث         |               |
|                       |                     |                                               |                |               |
| مصدر: ProCyclingStats |                     |                                               |                |               |

### مرحلة 7
هي مرحلة جبلية، أقيمت في 15 يوليو 2023، وامتدّت لمسافة 127.25 كيلومتر. فاز بالمركز الأول، وتصدر ترتيب النقاط هنوك مولوبرهان ‏، وتصدر الترتيب العام في نهاية المرحلة Eric Fagúndez ‏، وتصدر ترتيب الفرق 2023 Green Project-Bardiani CSF-Faizanè ‏، وتصدر ترتيب التسلق Alessio Nieri ‏.
| التصنيف العام         | التصنيف العام       | التصنيف العام                                 | التصنيف العام  | التصنيف العام |
| العداء                | العداء              | الفريق                                        | الوقت          |               |
| --------------------- | ------------------- | --------------------------------------------- | -------------- | ------------- |
| 1                     | Eric Fagúndez ‏      | برجس بي إتش ‏                                  | 27 س 16 د 40 ث |               |
| 2                     | هنوك مولوبرهان ‏     | Green Project-Bardiani CSF-Faizanè            | + 3 ث          |               |
| 3                     | Mario Aparicio ‏     | برجس بي إتش ‏                                  | + 1 د 08 ث     |               |
| 4                     | دافيد بالداكيني ‏    | Team Solution Tech–Vini Fantini ‏              | + 1 د 16 ث     |               |
| 5                     | Riccardo Lucca ‏     | Green Project-Bardiani CSF-Faizanè            | + 1 د 23 ث     |               |
| 6                     | أوسكار سبييا ريبيرا | ميديلين ‏                                      | + 1 د 28 ث     |               |
| 7                     | Roniel Campos ‏      | Li-Ning Star Cycling Team ‏                    | + 1 د 31 ث     |               |
| 8                     | Joan Bou ‏           | أوسكالتيل أوسكادي ‏                            | + 1 د 32 ث     |               |
| 9                     | فيلي سميت           | China Glory–Mentech Continental Cycling Team ‏ | + 1 د 34 ث     |               |
| 10                    | Magnus Wæhre ‏       | تيم كووب ‏                                     | + 1 د 34 ث     |               |
|                       |                     |                                               |                |               |
| مصدر: ProCyclingStats |                     |                                               |                |               |

### مرحلة 8
هي مرحلة مستوية، أقيمت في 16 يوليو 2023، وامتدّت لمسافة 200.27 كيلومتر. فاز بالمركز الأول تيموثي دوبونت، وتصدر ترتيب الفرق 2023 Green Project-Bardiani CSF-Faizanè ‏، وتصدر الترتيب العام في نهاية المرحلة وترتيب النقاط هنوك مولوبرهان ‏، وتصدر ترتيب التسلق Alessio Nieri ‏.

## المشاركون
| China Glory–Mentech Continental Cycling Team ‏ CGC | China Glory–Mentech Continental Cycling Team ‏ CGC | China Glory–Mentech Continental Cycling Team ‏ CGC |
| ------------------------------------------------- | ------------------------------------------------- | ------------------------------------------------- |
| م                                                 | عداء                                              | مرتبة                                             |
| 2                                                 | Lü Xianjing ‏                                      | لم يكمل السباق-8                                  |
| 3                                                 | Su Haoyu ‏                                         | لم يكمل السباق-4                                  |
| 4                                                 | فيلي سميت                                         | 5                                                 |
| 5                                                 | جيمس بيكولي                                       | 14                                                |
| 6                                                 | Julien Trarieux ‏                                  | 36                                                |
| 7                                                 | لوكاس دي روسي                                     | 22                                                |

| منتخب الصين الوطني لسباق الدراجات على الطريق للرجال‏ CHN | منتخب الصين الوطني لسباق الدراجات على الطريق للرجال‏ CHN | منتخب الصين الوطني لسباق الدراجات على الطريق للرجال‏ CHN |
| ------------------------------------------------------- | ------------------------------------------------------- | ------------------------------------------------------- |
| م                                                       | عداء                                                    | مرتبة                                                   |
| 11                                                      | Teng Geng‏                                               | لم يكمل السباق-4                                        |
| 12                                                      | Wang Ruidong ‏                                           | لم يكمل السباق-8                                        |
| 13                                                      | Yu Tao Shen ‏                                            | 63                                                      |
| 14                                                      | Ju Jinyang ‏                                             | لم يكمل السباق-4                                        |
| 15                                                      | Ma Binyan ‏                                              | 82                                                      |
| 16                                                      | Yu Yuanfeng‏                                             | 72                                                      |
| 17                                                      | Lian Shuai‏                                              | لم يكمل السباق-8                                        |

| منتخب منغوليا لركوب الدراجات للرجال‏ MGL | منتخب منغوليا لركوب الدراجات للرجال‏ MGL | منتخب منغوليا لركوب الدراجات للرجال‏ MGL |
| --------------------------------------- | --------------------------------------- | --------------------------------------- |
| م                                       | عداء                                    | مرتبة                                   |
| 21                                      | Batmönkhiin Maral-Erdene ‏               | 89                                      |
| 22                                      | Enkhtaivan Bolor-Erdene ‏                | لم يكمل السباق-3                        |
| 23                                      | Myagmarsuren Baasankhuu ‏                | 61                                      |
| 24                                      | Amartuvshin Battsengel‏                  | لم يكمل السباق-4                        |
| 25                                      | Bold Iderbold‏                           | OTL-4                                   |
| 26                                      | Bilguunjargal Erdenebat ‏                | 46                                      |
| 27                                      | Temuulen Khadbaatar‏                     | 85                                      |

| منتخب تايلاند الوطني لسباق الدراجات على الطريق للرجال‏ THA | منتخب تايلاند الوطني لسباق الدراجات على الطريق للرجال‏ THA | منتخب تايلاند الوطني لسباق الدراجات على الطريق للرجال‏ THA |
| --------------------------------------------------------- | --------------------------------------------------------- | --------------------------------------------------------- |
| م                                                         | عداء                                                      | مرتبة                                                     |
| 31                                                        | Navuti Liphongyu ‏                                         | لم يكمل السباق-6                                          |
| 32                                                        | Noppachai Klahan ‏                                         | 98                                                        |
| 33                                                        | Peerapol Chawchiangkwang ‏                                 | 100                                                       |
| 34                                                        | Tullatorn Sosalam‏                                         | لم يكمل السباق-4                                          |
| 35                                                        | Ratchanon Yaowarat‏                                        | لم يكمل السباق-4                                          |
| 36                                                        | Sarawut Sirironnachai ‏                                    | 79                                                        |
| 37                                                        | Thanakhan Chaiyasombat ‏                                   | لم يكمل السباق-4                                          |

| بلاك سبوك برو سايكلنج ‏ BEB | بلاك سبوك برو سايكلنج ‏ BEB | بلاك سبوك برو سايكلنج ‏ BEB |
| -------------------------- | -------------------------- | -------------------------- |
| م                          | عداء                       | مرتبة                      |
| 41                         | James Oram ‏ (طريق)         | 18                         |
| 42                         | Paul Wright ‏               | 41                         |
| 43                         | ريان كريستنسن              | 45                         |
| 44                         | Luke Mudgway ‏              | 34                         |
| 45                         | Josh Kench ‏                | 9                          |
| 46                         | Logan Currie ‏              | لم يبدأ-8                  |
| 47                         | Josh Burnett ‏              | 19                         |

| برجس بي إتش ‏ BBH | برجس بي إتش ‏ BBH        | برجس بي إتش ‏ BBH |
| ---------------- | ----------------------- | ---------------- |
| م                | عداء                    | مرتبة            |
| 51               | Andrés Ardila ‏          | 54               |
| 52               | Miguel Ángel Fernández ‏ | لم يكمل السباق-7 |
| 53               | Ángel Fuentes ‏          | 53               |
| 54               | Mario Aparicio ‏         | 6                |
| 55               | Eric Fagúndez ‏          | 2                |
| 56               | Rodrigo Álvarez ‏        | 56               |
| 57               | Antonio Angulo ‏         | 93               |

| Team Solution Tech–Vini Fantini ‏ COR | Team Solution Tech–Vini Fantini ‏ COR | Team Solution Tech–Vini Fantini ‏ COR |
| ------------------------------------ | ------------------------------------ | ------------------------------------ |
| م                                    | عداء                                 | مرتبة                                |
| 61                                   | Stefano Gandin ‏                      | 42                                   |
| 62                                   | دافيد بالداكيني ‏                     | 3                                    |
| 63                                   | Samuele Zambelli ‏                    | 62                                   |
| 64                                   | Lorenzo Quartucci ‏                   | 48                                   |
| 65                                   | Marco Murgano ‏                       | 4                                    |
| 66                                   | Nicolas Dalla Valle ‏                 | 44                                   |
| 67                                   | أتيليو فيفياني ‏                      | 32                                   |

| أوسكالتيل أوسكادي ‏ EUS | أوسكالتيل أوسكادي ‏ EUS    | أوسكالتيل أوسكادي ‏ EUS |
| ---------------------- | ------------------------- | ---------------------- |
| م                      | عداء                      | مرتبة                  |
| 71                     | Antonio Jesús Soto ‏       | 24                     |
| 72                     | Andoni López de Abetxuko ‏ | 35                     |
| 73                     | Asier Etxeberria ‏         | 66                     |
| 74                     | Joan Bou ‏                 | 11                     |
| 75                     | Ibai Azurmendi ‏           | 17                     |
| 76                     | Peio Goikoetxea ‏          | لم يكمل السباق-5       |
| 77                     | Iker Ballarin ‏            | 55                     |

| Green Project-Bardiani CSF-Faizanè BCF | Green Project-Bardiani CSF-Faizanè BCF | Green Project-Bardiani CSF-Faizanè BCF |
| -------------------------------------- | -------------------------------------- | -------------------------------------- |
| م                                      | عداء                                   | مرتبة                                  |
| 81                                     | هنوك مولوبرهان ‏ (طريق)                 | 1                                      |
| 82                                     | Riccardo Lucca ‏                        | 16                                     |
| 83                                     | Luca Colnaghi ‏                         | لم يكمل السباق-6                       |
| 84                                     | Alessio Nieri ‏                         | 20                                     |
| 85                                     | Alessandro Santaromita ‏                | لم يبدأ-6                              |
| 86                                     | Manuele Tarozzi ‏                       | 27                                     |
| 87                                     | Enrico Zanoncello ‏                     | 28                                     |

| Parkhotel Valkenburg CT ‏ ABC | Parkhotel Valkenburg CT ‏ ABC | Parkhotel Valkenburg CT ‏ ABC |
| ---------------------------- | ---------------------------- | ---------------------------- |
| م                            | عداء                         | مرتبة                        |
| 91                           | Jelle Johannink ‏             | 65                           |
| 92                           | Lars Loohuis‏                 | 78                           |
| 93                           | Martijn Rasenberg ‏           | 50                           |
| 94                           | Mārtiņš Pluto ‏               | لم يبدأ-4                    |
| 95                           | Nils Sinschek ‏               | 29                           |
| 96                           | Meindert Weulink‏             | 51                           |
| 97                           | Frank van den Broek ‏         | 52                           |

| Bodywrap LTwoo Cycling Team ‏ BDR | Bodywrap LTwoo Cycling Team ‏ BDR | Bodywrap LTwoo Cycling Team ‏ BDR |
| -------------------------------- | -------------------------------- | -------------------------------- |
| م                                | عداء                             | مرتبة                            |
| 101                              | Wang Kuicheng ‏                   | 43                               |
| 102                              | Niu Gaoshang‏                     | 94                               |
| 104                              | Ma Hongao‏                        | لم يكمل السباق-2                 |
| 105                              | Fàn Yihua‏                        | لم يكمل السباق-8                 |
| 106                              | Lü Zeyao‏                         | 104                              |
| 107                              | Fu Zhèngháo‏                      | لم يكمل السباق-5                 |

| Roadbike Philippines ‏ 7RP | Roadbike Philippines ‏ 7RP | Roadbike Philippines ‏ 7RP |
| ------------------------- | ------------------------- | ------------------------- |
| م                         | عداء                      | مرتبة                     |
| 111                       | مارسيلو فيليبي هيرنانديز ‏ | لم يكمل السباق-6          |
| 112                       | Ryan Tugawin‏              | لم يكمل السباق-3          |
| 113                       | Ismael Grospe‏             | لم يكمل السباق-5          |
| 114                       | Nichol Pareja ‏            | لم يكمل السباق-6          |
| 115                       | Ivan Sembrano‏             | لم يكمل السباق-3          |
| 116                       | Joshua Pascual‏            | 102                       |
| 117                       | Jude Gabriel Francisco‏    | لم يكمل السباق-3          |

| Li-Ning Star Cycling Team ‏ LNS | Li-Ning Star Cycling Team ‏ LNS | Li-Ning Star Cycling Team ‏ LNS |
| ------------------------------ | ------------------------------ | ------------------------------ |
| م                              | عداء                           | مرتبة                          |
| 121                            | Niu Yikui ‏                     | 84                             |
| 122                            | Jiang Zhihui ‏                  | لم يكمل السباق-5               |
| 123                            | Alexei Shnyrko ‏                | 86                             |
| 124                            | Shao Junqi‏                     | 30                             |
| 125                            | Roniel Campos ‏                 | 12                             |
| 126                            | Li Luhao‏                       | 97                             |
| 127                            | Bai Lijun ‏                     | 74                             |

| Nusantara Cycling Team‏ NCT | Nusantara Cycling Team‏ NCT | Nusantara Cycling Team‏ NCT |
| -------------------------- | -------------------------- | -------------------------- |
| م                          | عداء                       | مرتبة                      |
| 131                        | Nur Prasetyo Firdaus‏       | لم يكمل السباق-2           |
| 132                        | Adrian Sevadil‏             | لم يكمل السباق-3           |
| 133                        | حسين علي زاده              | لم يبدأ-6                  |
| 134                        | Woro Fitrianto‏             | OTL-4                      |
| 135                        | Muhammad Ridwan‏            | 103                        |
| 136                        | Imam Arifin ‏               | 95                         |
| 137                        | Muhamad Herlangga‏          | لم يكمل السباق-4           |

| Shandong Green Orange Continental Team‏ SGO | Shandong Green Orange Continental Team‏ SGO | Shandong Green Orange Continental Team‏ SGO |
| ------------------------------------------ | ------------------------------------------ | ------------------------------------------ |
| م                                          | عداء                                       | مرتبة                                      |
| 141                                        | Shi Pengyang‏                               | OTL-4                                      |
| 142                                        | Sun Míngchēn‏                               | 90                                         |
| 143                                        | Bao Wangqiang‏                              | OTL-4                                      |
| 144                                        | Miao Chengshuo ‏                            | مستبعد-3                                   |
| 145                                        | Han Jiajun‏                                 | 92                                         |
| 146                                        | Jiang He‏                                   | 75                                         |
| 147                                        | Sun Kai‏                                    | لم يكمل السباق-5                           |

| Shenzhen Xidesheng Cycling Team ‏ XDS | Shenzhen Xidesheng Cycling Team ‏ XDS | Shenzhen Xidesheng Cycling Team ‏ XDS |
| ------------------------------------ | ------------------------------------ | ------------------------------------ |
| م                                    | عداء                                 | مرتبة                                |
| 151                                  | Li Yuheng‏                            | 37                                   |
| 152                                  | هاينس بيرجستروم فريسك ‏               | لم يكمل السباق-4                     |
| 153                                  | Li Xi‏                                | 99                                   |
| 154                                  | Liu Jinchun‏                          | 57                                   |
| 155                                  | إريك بيرجستروم فريسك ‏                | 77                                   |
| 156                                  | Zhang Ruibiao‏                        | 91                                   |
| 157                                  | Zhao Chenli‏                          | مستبعد-3                             |

| St George Continental Cycling Team ‏ STG | St George Continental Cycling Team ‏ STG | St George Continental Cycling Team ‏ STG |
| --------------------------------------- | --------------------------------------- | --------------------------------------- |
| م                                       | عداء                                    | مرتبة                                   |
| 161                                     | Jack Aitken‏                             | 38                                      |
| 162                                     | William Cooper‏                          | لم يكمل السباق-7                        |
| 163                                     | Riley Fleming‏                           | 76                                      |
| 164                                     | Cameron Ivory ‏                          | 80                                      |
| 165                                     | Connor Reardon‏                          | 88                                      |
| 166                                     | Matthew Rice ‏                           | 96                                      |
| 167                                     | Dylan Sunderland ‏                       | لم يكمل السباق-8                        |

| سوبرانو هام ايزوريكس ‏ TIS | سوبرانو هام ايزوريكس ‏ TIS | سوبرانو هام ايزوريكس ‏ TIS |
| ------------------------- | ------------------------- | ------------------------- |
| م                         | عداء                      | مرتبة                     |
| 171                       | جياني مارشان              | 33                        |
| 172                       | تيموثي دوبونت             | 58                        |
| 173                       | Torsten Demeyere‏          | 87                        |
| 174                       | Bo Godart‏                 | 60                        |
| 175                       | Jacob Relaes‏              | 23                        |
| 176                       | Mauro Verwilt‏             | 40                        |
| 177                       | Maxime De Poorter ‏        | 83                        |

| تيم كووب ‏ TCR | تيم كووب ‏ TCR                | تيم كووب ‏ TCR |
| ------------- | ---------------------------- | ------------- |
| م             | عداء                         | مرتبة         |
| 181           | Eirik Lunder ‏                | 67            |
| 182           | Johan Ravnøy ‏                | 73            |
| 183           | André Drege ‏                 | 25            |
| 184           | Kalle Kvam‏                   | 64            |
| 185           | Anton Stensby ‏               | 31            |
| 186           | Cedrik Bakke Christophersen ‏ | 7             |
| 187           | Magnus Wæhre ‏                | 8             |

| ميديلين ‏ MED | ميديلين ‏ MED             | ميديلين ‏ MED |
| ------------ | ------------------------ | ------------ |
| م            | عداء                     | مرتبة        |
| 191          | أوسكار سبييا ريبيرا      | 10           |
| 192          | فابيو دوارتي             | 39           |
| 193          | Aldemar Reyes ‏           | 26           |
| 194          | Yeison Reyes ‏            | لم يبدأ-7    |
| 195          | Wilmar Paredes ‏          | 15           |
| 196          | داني أوسوريو ‏            | 47           |
| 197          | Victor Alejandro Ocampo ‏ | 59           |

| The Hurricane & Thunder Cycling Team ‏ THT | The Hurricane & Thunder Cycling Team ‏ THT | The Hurricane & Thunder Cycling Team ‏ THT |
| ----------------------------------------- | ----------------------------------------- | ----------------------------------------- |
| م                                         | عداء                                      | مرتبة                                     |
| 202                                       | Li Jinsong‏                                | 70                                        |
| 203                                       | Li Yanze‏                                  | 71                                        |
| 204                                       | Pan Yourui‏                                | 101                                       |
| 205                                       | Liu Aolin‏                                 | لم يكمل السباق-4                          |
| 206                                       | Chen Xuan Ye‏                              | لم يكمل السباق-5                          |
| 207                                       | Yucheng Huang‏                             | لم يكمل السباق-4                          |

| Tianyoude Hotel Cycling Team ‏ TYD | Tianyoude Hotel Cycling Team ‏ TYD | Tianyoude Hotel Cycling Team ‏ TYD |
| --------------------------------- | --------------------------------- | --------------------------------- |
| م                                 | عداء                              | مرتبة                             |
| 211                               | Zhang Zhishan ‏                    | 49                                |
| 212                               | Jiancai Wang‏                      | 68                                |
| 213                               | Li Zisen ‏                         | 81                                |
| 214                               | يسيد سييرا                        | 21                                |
| 215                               | Saeid Safarzadeh ‏                 | 13                                |
| 216                               | Yeisson Quetama‏                   | 69                                |
| 217                               | Zhu Pengwu‏                        | لم يكمل السباق-5                  |

| China Glory–Mentech Continental Cycling Team ‏ CGC | China Glory–Mentech Continental Cycling Team ‏ CGC | China Glory–Mentech Continental Cycling Team ‏ CGC |
| ------------------------------------------------- | ------------------------------------------------- | ------------------------------------------------- |
| م                                                 | عداء                                              | مرتبة                                             |
| 2                                                 | Lü Xianjing ‏                                      | لم يكمل السباق-8                                  |
| 3                                                 | Su Haoyu ‏                                         | لم يكمل السباق-4                                  |
| 4                                                 | فيلي سميت                                         | 5                                                 |
| 5                                                 | جيمس بيكولي                                       | 14                                                |
| 6                                                 | Julien Trarieux ‏                                  | 36                                                |
| 7                                                 | لوكاس دي روسي                                     | 22                                                |

| منتخب الصين الوطني لسباق الدراجات على الطريق للرجال‏ CHN | منتخب الصين الوطني لسباق الدراجات على الطريق للرجال‏ CHN | منتخب الصين الوطني لسباق الدراجات على الطريق للرجال‏ CHN |
| ------------------------------------------------------- | ------------------------------------------------------- | ------------------------------------------------------- |
| م                                                       | عداء                                                    | مرتبة                                                   |
| 11                                                      | Teng Geng‏                                               | لم يكمل السباق-4                                        |
| 12                                                      | Wang Ruidong ‏                                           | لم يكمل السباق-8                                        |
| 13                                                      | Yu Tao Shen ‏                                            | 63                                                      |
| 14                                                      | Ju Jinyang ‏                                             | لم يكمل السباق-4                                        |
| 15                                                      | Ma Binyan ‏                                              | 82                                                      |
| 16                                                      | Yu Yuanfeng‏                                             | 72                                                      |
| 17                                                      | Lian Shuai‏                                              | لم يكمل السباق-8                                        |

| منتخب منغوليا لركوب الدراجات للرجال‏ MGL | منتخب منغوليا لركوب الدراجات للرجال‏ MGL | منتخب منغوليا لركوب الدراجات للرجال‏ MGL |
| --------------------------------------- | --------------------------------------- | --------------------------------------- |
| م                                       | عداء                                    | مرتبة                                   |
| 21                                      | Batmönkhiin Maral-Erdene ‏               | 89                                      |
| 22                                      | Enkhtaivan Bolor-Erdene ‏                | لم يكمل السباق-3                        |
| 23                                      | Myagmarsuren Baasankhuu ‏                | 61                                      |
| 24                                      | Amartuvshin Battsengel‏                  | لم يكمل السباق-4                        |
| 25                                      | Bold Iderbold‏                           | OTL-4                                   |
| 26                                      | Bilguunjargal Erdenebat ‏                | 46                                      |
| 27                                      | Temuulen Khadbaatar‏                     | 85                                      |

| منتخب تايلاند الوطني لسباق الدراجات على الطريق للرجال‏ THA | منتخب تايلاند الوطني لسباق الدراجات على الطريق للرجال‏ THA | منتخب تايلاند الوطني لسباق الدراجات على الطريق للرجال‏ THA |
| --------------------------------------------------------- | --------------------------------------------------------- | --------------------------------------------------------- |
| م                                                         | عداء                                                      | مرتبة                                                     |
| 31                                                        | Navuti Liphongyu ‏                                         | لم يكمل السباق-6                                          |
| 32                                                        | Noppachai Klahan ‏                                         | 98                                                        |
| 33                                                        | Peerapol Chawchiangkwang ‏                                 | 100                                                       |
| 34                                                        | Tullatorn Sosalam‏                                         | لم يكمل السباق-4                                          |
| 35                                                        | Ratchanon Yaowarat‏                                        | لم يكمل السباق-4                                          |
| 36                                                        | Sarawut Sirironnachai ‏                                    | 79                                                        |
| 37                                                        | Thanakhan Chaiyasombat ‏                                   | لم يكمل السباق-4                                          |

| بلاك سبوك برو سايكلنج ‏ BEB | بلاك سبوك برو سايكلنج ‏ BEB | بلاك سبوك برو سايكلنج ‏ BEB |
| -------------------------- | -------------------------- | -------------------------- |
| م                          | عداء                       | مرتبة                      |
| 41                         | James Oram ‏ (طريق)         | 18                         |
| 42                         | Paul Wright ‏               | 41                         |
| 43                         | ريان كريستنسن              | 45                         |
| 44                         | Luke Mudgway ‏              | 34                         |
| 45                         | Josh Kench ‏                | 9                          |
| 46                         | Logan Currie ‏              | لم يبدأ-8                  |
| 47                         | Josh Burnett ‏              | 19                         |

| برجس بي إتش ‏ BBH | برجس بي إتش ‏ BBH        | برجس بي إتش ‏ BBH |
| ---------------- | ----------------------- | ---------------- |
| م                | عداء                    | مرتبة            |
| 51               | Andrés Ardila ‏          | 54               |
| 52               | Miguel Ángel Fernández ‏ | لم يكمل السباق-7 |
| 53               | Ángel Fuentes ‏          | 53               |
| 54               | Mario Aparicio ‏         | 6                |
| 55               | Eric Fagúndez ‏          | 2                |
| 56               | Rodrigo Álvarez ‏        | 56               |
| 57               | Antonio Angulo ‏         | 93               |

| Team Solution Tech–Vini Fantini ‏ COR | Team Solution Tech–Vini Fantini ‏ COR | Team Solution Tech–Vini Fantini ‏ COR |
| ------------------------------------ | ------------------------------------ | ------------------------------------ |
| م                                    | عداء                                 | مرتبة                                |
| 61                                   | Stefano Gandin ‏                      | 42                                   |
| 62                                   | دافيد بالداكيني ‏                     | 3                                    |
| 63                                   | Samuele Zambelli ‏                    | 62                                   |
| 64                                   | Lorenzo Quartucci ‏                   | 48                                   |
| 65                                   | Marco Murgano ‏                       | 4                                    |
| 66                                   | Nicolas Dalla Valle ‏                 | 44                                   |
| 67                                   | أتيليو فيفياني ‏                      | 32                                   |

| أوسكالتيل أوسكادي ‏ EUS | أوسكالتيل أوسكادي ‏ EUS    | أوسكالتيل أوسكادي ‏ EUS |
| ---------------------- | ------------------------- | ---------------------- |
| م                      | عداء                      | مرتبة                  |
| 71                     | Antonio Jesús Soto ‏       | 24                     |
| 72                     | Andoni López de Abetxuko ‏ | 35                     |
| 73                     | Asier Etxeberria ‏         | 66                     |
| 74                     | Joan Bou ‏                 | 11                     |
| 75                     | Ibai Azurmendi ‏           | 17                     |
| 76                     | Peio Goikoetxea ‏          | لم يكمل السباق-5       |
| 77                     | Iker Ballarin ‏            | 55                     |

| Green Project-Bardiani CSF-Faizanè BCF | Green Project-Bardiani CSF-Faizanè BCF | Green Project-Bardiani CSF-Faizanè BCF |
| -------------------------------------- | -------------------------------------- | -------------------------------------- |
| م                                      | عداء                                   | مرتبة                                  |
| 81                                     | هنوك مولوبرهان ‏ (طريق)                 | 1                                      |
| 82                                     | Riccardo Lucca ‏                        | 16                                     |
| 83                                     | Luca Colnaghi ‏                         | لم يكمل السباق-6                       |
| 84                                     | Alessio Nieri ‏                         | 20                                     |
| 85                                     | Alessandro Santaromita ‏                | لم يبدأ-6                              |
| 86                                     | Manuele Tarozzi ‏                       | 27                                     |
| 87                                     | Enrico Zanoncello ‏                     | 28                                     |

| Parkhotel Valkenburg CT ‏ ABC | Parkhotel Valkenburg CT ‏ ABC | Parkhotel Valkenburg CT ‏ ABC |
| ---------------------------- | ---------------------------- | ---------------------------- |
| م                            | عداء                         | مرتبة                        |
| 91                           | Jelle Johannink ‏             | 65                           |
| 92                           | Lars Loohuis‏                 | 78                           |
| 93                           | Martijn Rasenberg ‏           | 50                           |
| 94                           | Mārtiņš Pluto ‏               | لم يبدأ-4                    |
| 95                           | Nils Sinschek ‏               | 29                           |
| 96                           | Meindert Weulink‏             | 51                           |
| 97                           | Frank van den Broek ‏         | 52                           |

| Bodywrap LTwoo Cycling Team ‏ BDR | Bodywrap LTwoo Cycling Team ‏ BDR | Bodywrap LTwoo Cycling Team ‏ BDR |
| -------------------------------- | -------------------------------- | -------------------------------- |
| م                                | عداء                             | مرتبة                            |
| 101                              | Wang Kuicheng ‏                   | 43                               |
| 102                              | Niu Gaoshang‏                     | 94                               |
| 104                              | Ma Hongao‏                        | لم يكمل السباق-2                 |
| 105                              | Fàn Yihua‏                        | لم يكمل السباق-8                 |
| 106                              | Lü Zeyao‏                         | 104                              |
| 107                              | Fu Zhèngháo‏                      | لم يكمل السباق-5                 |

| Roadbike Philippines ‏ 7RP | Roadbike Philippines ‏ 7RP | Roadbike Philippines ‏ 7RP |
| ------------------------- | ------------------------- | ------------------------- |
| م                         | عداء                      | مرتبة                     |
| 111                       | مارسيلو فيليبي هيرنانديز ‏ | لم يكمل السباق-6          |
| 112                       | Ryan Tugawin‏              | لم يكمل السباق-3          |
| 113                       | Ismael Grospe‏             | لم يكمل السباق-5          |
| 114                       | Nichol Pareja ‏            | لم يكمل السباق-6          |
| 115                       | Ivan Sembrano‏             | لم يكمل السباق-3          |
| 116                       | Joshua Pascual‏            | 102                       |
| 117                       | Jude Gabriel Francisco‏    | لم يكمل السباق-3          |

| Li-Ning Star Cycling Team ‏ LNS | Li-Ning Star Cycling Team ‏ LNS | Li-Ning Star Cycling Team ‏ LNS |
| ------------------------------ | ------------------------------ | ------------------------------ |
| م                              | عداء                           | مرتبة                          |
| 121                            | Niu Yikui ‏                     | 84                             |
| 122                            | Jiang Zhihui ‏                  | لم يكمل السباق-5               |
| 123                            | Alexei Shnyrko ‏                | 86                             |
| 124                            | Shao Junqi‏                     | 30                             |
| 125                            | Roniel Campos ‏                 | 12                             |
| 126                            | Li Luhao‏                       | 97                             |
| 127                            | Bai Lijun ‏                     | 74                             |

| Nusantara Cycling Team‏ NCT | Nusantara Cycling Team‏ NCT | Nusantara Cycling Team‏ NCT |
| -------------------------- | -------------------------- | -------------------------- |
| م                          | عداء                       | مرتبة                      |
| 131                        | Nur Prasetyo Firdaus‏       | لم يكمل السباق-2           |
| 132                        | Adrian Sevadil‏             | لم يكمل السباق-3           |
| 133                        | حسين علي زاده              | لم يبدأ-6                  |
| 134                        | Woro Fitrianto‏             | OTL-4                      |
| 135                        | Muhammad Ridwan‏            | 103                        |
| 136                        | Imam Arifin ‏               | 95                         |
| 137                        | Muhamad Herlangga‏          | لم يكمل السباق-4           |

| Shandong Green Orange Continental Team‏ SGO | Shandong Green Orange Continental Team‏ SGO | Shandong Green Orange Continental Team‏ SGO |
| ------------------------------------------ | ------------------------------------------ | ------------------------------------------ |
| م                                          | عداء                                       | مرتبة                                      |
| 141                                        | Shi Pengyang‏                               | OTL-4                                      |
| 142                                        | Sun Míngchēn‏                               | 90                                         |
| 143                                        | Bao Wangqiang‏                              | OTL-4                                      |
| 144                                        | Miao Chengshuo ‏                            | مستبعد-3                                   |
| 145                                        | Han Jiajun‏                                 | 92                                         |
| 146                                        | Jiang He‏                                   | 75                                         |
| 147                                        | Sun Kai‏                                    | لم يكمل السباق-5                           |

| Shenzhen Xidesheng Cycling Team ‏ XDS | Shenzhen Xidesheng Cycling Team ‏ XDS | Shenzhen Xidesheng Cycling Team ‏ XDS |
| ------------------------------------ | ------------------------------------ | ------------------------------------ |
| م                                    | عداء                                 | مرتبة                                |
| 151                                  | Li Yuheng‏                            | 37                                   |
| 152                                  | هاينس بيرجستروم فريسك ‏               | لم يكمل السباق-4                     |
| 153                                  | Li Xi‏                                | 99                                   |
| 154                                  | Liu Jinchun‏                          | 57                                   |
| 155                                  | إريك بيرجستروم فريسك ‏                | 77                                   |
| 156                                  | Zhang Ruibiao‏                        | 91                                   |
| 157                                  | Zhao Chenli‏                          | مستبعد-3                             |

| St George Continental Cycling Team ‏ STG | St George Continental Cycling Team ‏ STG | St George Continental Cycling Team ‏ STG |
| --------------------------------------- | --------------------------------------- | --------------------------------------- |
| م                                       | عداء                                    | مرتبة                                   |
| 161                                     | Jack Aitken‏                             | 38                                      |
| 162                                     | William Cooper‏                          | لم يكمل السباق-7                        |
| 163                                     | Riley Fleming‏                           | 76                                      |
| 164                                     | Cameron Ivory ‏                          | 80                                      |
| 165                                     | Connor Reardon‏                          | 88                                      |
| 166                                     | Matthew Rice ‏                           | 96                                      |
| 167                                     | Dylan Sunderland ‏                       | لم يكمل السباق-8                        |

| سوبرانو هام ايزوريكس ‏ TIS | سوبرانو هام ايزوريكس ‏ TIS | سوبرانو هام ايزوريكس ‏ TIS |
| ------------------------- | ------------------------- | ------------------------- |
| م                         | عداء                      | مرتبة                     |
| 171                       | جياني مارشان              | 33                        |
| 172                       | تيموثي دوبونت             | 58                        |
| 173                       | Torsten Demeyere‏          | 87                        |
| 174                       | Bo Godart‏                 | 60                        |
| 175                       | Jacob Relaes‏              | 23                        |
| 176                       | Mauro Verwilt‏             | 40                        |
| 177                       | Maxime De Poorter ‏        | 83                        |

| تيم كووب ‏ TCR | تيم كووب ‏ TCR                | تيم كووب ‏ TCR |
| ------------- | ---------------------------- | ------------- |
| م             | عداء                         | مرتبة         |
| 181           | Eirik Lunder ‏                | 67            |
| 182           | Johan Ravnøy ‏                | 73            |
| 183           | André Drege ‏                 | 25            |
| 184           | Kalle Kvam‏                   | 64            |
| 185           | Anton Stensby ‏               | 31            |
| 186           | Cedrik Bakke Christophersen ‏ | 7             |
| 187           | Magnus Wæhre ‏                | 8             |

| ميديلين ‏ MED | ميديلين ‏ MED             | ميديلين ‏ MED |
| ------------ | ------------------------ | ------------ |
| م            | عداء                     | مرتبة        |
| 191          | أوسكار سبييا ريبيرا      | 10           |
| 192          | فابيو دوارتي             | 39           |
| 193          | Aldemar Reyes ‏           | 26           |
| 194          | Yeison Reyes ‏            | لم يبدأ-7    |
| 195          | Wilmar Paredes ‏          | 15           |
| 196          | داني أوسوريو ‏            | 47           |
| 197          | Victor Alejandro Ocampo ‏ | 59           |

| The Hurricane & Thunder Cycling Team ‏ THT | The Hurricane & Thunder Cycling Team ‏ THT | The Hurricane & Thunder Cycling Team ‏ THT |
| ----------------------------------------- | ----------------------------------------- | ----------------------------------------- |
| م                                         | عداء                                      | مرتبة                                     |
| 202                                       | Li Jinsong‏                                | 70                                        |
| 203                                       | Li Yanze‏                                  | 71                                        |
| 204                                       | Pan Yourui‏                                | 101                                       |
| 205                                       | Liu Aolin‏                                 | لم يكمل السباق-4                          |
| 206                                       | Chen Xuan Ye‏                              | لم يكمل السباق-5                          |
| 207                                       | Yucheng Huang‏                             | لم يكمل السباق-4                          |

| Tianyoude Hotel Cycling Team ‏ TYD | Tianyoude Hotel Cycling Team ‏ TYD | Tianyoude Hotel Cycling Team ‏ TYD |
| --------------------------------- | --------------------------------- | --------------------------------- |
| م                                 | عداء                              | مرتبة                             |
| 211                               | Zhang Zhishan ‏                    | 49                                |
| 212                               | Jiancai Wang‏                      | 68                                |
| 213                               | Li Zisen ‏                         | 81                                |
| 214                               | يسيد سييرا                        | 21                                |
| 215                               | Saeid Safarzadeh ‏                 | 13                                |
| 216                               | Yeisson Quetama‏                   | 69                                |
| 217                               | Zhu Pengwu‏                        | لم يكمل السباق-5                  |

## التصنيف العام النهائي
| التصنيف العام         | التصنيف العام                | التصنيف العام                                 | التصنيف العام  | التصنيف العام |
| العداء                | العداء                       | الفريق                                        | الوقت          |               |
| --------------------- | ---------------------------- | --------------------------------------------- | -------------- | ------------- |
| 1                     | هنوك مولوبرهان ‏              | Green Project-Bardiani CSF-Faizanè            | 31 س 14 د 57 ث |               |
| 2                     | Eric Fagúndez ‏               | برجس بي إتش ‏                                  | + 0 ث          |               |
| 3                     | دافيد بالداكيني ‏             | Team Solution Tech–Vini Fantini ‏              | + 49 ث         |               |
| 4                     | Marco Murgano ‏               | Team Solution Tech–Vini Fantini ‏              | + 1 د 02 ث     |               |
| 5                     | فيلي سميت                    | China Glory–Mentech Continental Cycling Team ‏ | + 1 د 07 ث     |               |
| 6                     | Mario Aparicio ‏              | برجس بي إتش ‏                                  | + 1 د 07 ث     |               |
| 7                     | Cedrik Bakke Christophersen ‏ | تيم كووب ‏                                     | + 1 د 14 ث     |               |
| 8                     | Magnus Wæhre ‏                | تيم كووب ‏                                     | + 1 د 15 ث     |               |
| 9                     | Josh Kench ‏                  | بلاك سبوك برو سايكلنج ‏                        | + 1 د 17 ث     |               |
| 10                    | أوسكار سبييا ريبيرا          | ميديلين ‏                                      | + 1 د 24 ث     |               |
|                       |                              |                                               |                |               |
| مصدر: ProCyclingStats |                              |                                               |                |               |

### تصنيف النقاط
| تصنيف النقاط          | تصنيف النقاط              | تصنيف النقاط                                  | تصنيف النقاط | تصنيف النقاط |
| العداء                | العداء                    | الفريق                                        | النقاط       |              |
| --------------------- | ------------------------- | --------------------------------------------- | ------------ | ------------ |
| 1                     | هنوك مولوبرهان ‏           | Green Project-Bardiani CSF-Faizanè            | 75 نقطة      |              |
| 2                     | تيموثي دوبونت             | سوبرانو هام ايزوريكس ‏                         | 69 نقطة      |              |
| 3                     | Luke Mudgway ‏             | بلاك سبوك برو سايكلنج ‏                        | 58 نقطة      |              |
| 4                     | Enrico Zanoncello ‏        | Green Project-Bardiani CSF-Faizanè            | 54 نقطة      |              |
| 5                     | Martijn Rasenberg ‏        | Parkhotel Valkenburg CT ‏                      | 53 نقطة      |              |
| 6                     | أتيليو فيفياني ‏           | Team Solution Tech–Vini Fantini ‏              | 44 نقطة      |              |
| 7                     | Andoni López de Abetxuko ‏ | أوسكالتيل أوسكادي ‏                            | 41 نقطة      |              |
| 8                     | Nils Sinschek ‏            | Parkhotel Valkenburg CT ‏                      | 36 نقطة      |              |
| 9                     | فيلي سميت                 | China Glory–Mentech Continental Cycling Team ‏ | 35 نقطة      |              |
| 10                    | Wilmar Paredes ‏           | ميديلين ‏                                      | 35 نقطة      |              |
|                       |                           |                                               |              |              |
| مصدر: ProCyclingStats |                           |                                               |              |              |

### تصنيف الجبال
| تصنيف الجبال          | تصنيف الجبال             | تصنيف الجبال                         | تصنيف الجبال | تصنيف الجبال |
| العداء                | العداء                   | الفريق                               | النقاط       |              |
| --------------------- | ------------------------ | ------------------------------------ | ------------ | ------------ |
| 1                     | Alessio Nieri ‏           | Green Project-Bardiani CSF-Faizanè   | 18 نقطة      |              |
| 2                     | داني أوسوريو ‏            | ميديلين ‏                             | 15 نقطة      |              |
| 3                     | هنوك مولوبرهان ‏          | Green Project-Bardiani CSF-Faizanè   | 13 نقطة      |              |
| 4                     | Martijn Rasenberg ‏       | Parkhotel Valkenburg CT ‏             | 11 نقطة      |              |
| 5                     | Wilmar Paredes ‏          | ميديلين ‏                             | 10 نقطة      |              |
| 6                     | Anton Stensby ‏           | تيم كووب ‏                            | 10 نقطة      |              |
| 7                     | Andrés Ardila ‏           | برجس بي إتش ‏                         | 10 نقطة      |              |
| 8                     | أوسكار سبييا ريبيرا      | ميديلين ‏                             | 9 نقطة       |              |
| 9                     | Myagmarsuren Baasankhuu ‏ | منتخب منغوليا لركوب الدراجات للرجال ‏ | 8 نقطة       |              |
| 10                    | Joan Bou ‏                | أوسكالتيل أوسكادي ‏                   | 7 نقطة       |              |
|                       |                          |                                      |              |              |
| مصدر: ProCyclingStats |                          |                                      |              |              |

## تصنيف الفرق

### الفرق حسب الوقت
| تصنيف الفرق حسب الوقت | تصنيف الفرق حسب الوقت                         | تصنيف الفرق حسب الوقت | تصنيف الفرق حسب الوقت |
| الفريق                | الفريق                                        | الوقت                 |                       |
| --------------------- | --------------------------------------------- | --------------------- | --------------------- |
| 1                     | Green Project-Bardiani CSF-Faizanè            | 93 س 48 د 53 ث        |                       |
| 2                     | بولتون إكوتيز بلاك سبوك برو سايكلنج 2023 ‏     | + 1 د 00 ث            |                       |
| 3                     | تيم كووب ‏                                     | + 1 د 15 ث            |                       |
| 4                     | ميديلين ‏                                      | + 4 د 48 ث            |                       |
| 5                     | China Glory–Mentech Continental Cycling Team ‏ | + 6 د 57 ث            |                       |
| 6                     | أوسكالتيل أوسكادي 2023 ‏                       | + 11 د 22 ث           |                       |
| 7                     | Team Solution Tech–Vini Fantini ‏              | + 32 د 18 ث           |                       |
| 8                     | برجس بي إتش 2023 ‏                             | + 38 د 39 ث           |                       |
| 9                     | Tianyoude Hotel Cycling Team ‏                 | + 52 د 08 ث           |                       |
| 10                    | سوبرانو هام ايزوريكس 2023 ‏                    | + 1 س 19 د 08 ث       |                       |
|                       |                                               |                       |                       |
| مصدر: ProCyclingStats |                                               |                       |                       |

## وصلات خارجية
- لمحة عن سباق طواف بحيرة تشينغهاي 2023 على موقع  ProCyclingStats   (برو  سايكلنج  ستاتس) - إحصاءات  محترفي  الدراجات.
- طواف بحيرة تشينغهاي 2023 على موقع إحصائيات الدراجات الإحترافية (الإنجليزية)